# 西替利嗪
西替利嗪（INN：cetirizine）是一种第二代抗组织胺，为长效的具选择性的口服强效抗過敏反应药。商品名有去敏定、司特寧、仙特明、協帝、CETIN或CETY。治疗过敏性鼻炎、由过敏原引起的荨麻疹及皮肤瘙痒有较好疗效。此藥物經由口服方式給藥。通常在服用後三十分鐘內開始作用，可持續約一天。其效力與第一代的H1-組織胺拮抗劑苯海拉明相似 。
使用後常見的副作用有嗜睡、口乾、頭痛和腹痛。因為第二代H1-組織胺拮抗劑對組織胺H1受體更具選擇性，嗜睡程度通常會低於第一代拮抗劑造成的。在此類第二代拮抗劑中，西替利嗪會導致嗜睡。不會引起嗜睡的第二代拮抗劑有非索非那定和氯雷他定。
西替利嗪可用於治療小兒科患者，但需注意嗜睡的副作用。
在中国大陆，自2008年1月11日起，盐酸西替利嗪由处方药转换为非处方药。在香港以治敏速的名字由葛蘭素史克以非處方藥發售。某些人或對鹽酸西替利嗪產生嗜睡副作用，故建議在服用該藥物後避免駕駛交通工具或操作機器等。
個體於懷孕期間使用似乎對於胎兒安全。但出於對嬰兒安全的顧慮，不建議進行母乳哺育的個體使用。此藥物透過阻斷組織胺H1受體（主要存在於大腦以外的部位）而發揮作用。
此藥物於1983年取得美國專利，並於1987年獲准用於醫療用途。此藥物已被納入世界衛生組織基本藥物標準清單之中。市面上有其通用名藥物流通。西替利嗪於2021年在美國最常使用處方藥中排名第49，開立的處方箋超過1,300萬張。

## 醫療用途

### 過敏反應
西替利嗪的主要適應症是花粉熱和其他過敏反應。由於這類搔癢和發紅症狀是由組織胺作用於H1受體所引起，阻斷這些受體可暫時將症狀緩解。
西替利嗪也常用於治療急性和（在特殊情況下）慢性蕁麻疹，它於此比任何其他第二代拮抗劑更為有效。

### 市售配方
在美國有5毫克和10毫克的片劑，以非處方藥形式銷售。 劑量到20毫克時只能透過處方取得。也可依處方取得1毫克/毫升糖漿口服劑。在英國的一般藥物銷售清單上可一次購得30片（每片10毫克）片劑，無需處方且無需藥劑師監督。藥物的配方中有片劑、膠囊或糖漿的形式。

## 不良反應
使用西替利嗪常見的副作用有頭痛、口乾、嗜睡和疲勞，而更嚴重但屬罕見的副作用有心跳過速和水腫。

### 停藥後搔癢
長期使用（通常超過六個月）此藥物，停用後可能會導致搔癢（全身發癢）症狀出現。
美國食品藥物管理局（FDA）根據截至2017年4月24日的不良事件通報系統(FAERS) 資料庫和醫學文獻中有關停用西替利嗪後出現的搔癢病例，表示搔癢已對這類人的工作、睡眠或日常活動產生影響。
目前在西替利嗪的說明書中，並沒提供一具體的時間表來指導患者如何逐步減少藥物劑量，直到最終停藥。

## 藥效學

L-立體異構體，左西替利嗪（上方）和西替利嗪的D-立體異構體（下方）。

西替利嗪是一種具高度選擇性的H1受體拮抗劑。西替利嗪、左旋西替利嗪和右旋西替利嗪對H1受體的Ki值（衡量藥物與受體結合親和力的指標。Ki值越低，藥物與受體結合的親和力越高）分別約為6nM（奈米摩爾）、3nM和100nM，顯示左旋體是具活性的主要形式。西替利嗪對H1受體的選擇性比多種其他位點（包括毒蕈鹼型乙醯膽鹼受體、血清素、多巴胺和α-腎上腺素受體等）高600倍（或更高）。該藥物對H1受體的選擇性比對五種毒蕈鹼乙醯膽鹼受體高20,000倍（或更高），因此不具抗膽鹼作用。其對hERG通道的抑制作用微小，可忽略不計，且將西替利嗪劑量高至60毫克/天（正常建議劑量的六倍）時未觀察到心臟毒性發生。
西替利嗪僅有少數會穿過血腦屏障，因此在眾多抗組織胺中產生的鎮靜作用最小。一項使用正子斷層造影（PET）的研究發現，對於10毫克西替利嗪、20毫克西替利嗪和30毫克羥嗪，H1受體的腦佔率分別為12.6%、25.2% 和67.6%。（就外周抗組胺作用而言，10毫克的西替利嗪劑量相當於約30毫克的羥嗪劑量。）使用PET對抗組織胺研究，發現大腦H1受體佔用率超過50%與嗜睡和認知能力下降的高發生率有關聯，而大腦H1受體佔用率低於20%則被認為不具鎮靜作用。 因此對於30毫克羥嗪，H1受體佔用與主觀嗜睡密切相關，但對10毫克或20毫克西替利嗪則無相關性。因此西替利嗪的腦滲透和腦H1受體佔用有劑量依賴性，據報導，使用5至10毫克劑量的西替利嗪沒有鎮靜作用或僅發生輕度鎮靜作用，而使用較高的20毫克劑量則有顯著嗜睡的報導。
西替利嗪除會抑制H1受體之外，還顯示有抗發炎特性。此作用是透過抑制NF-κB路徑並調節細胞激素和趨化因子釋放而發揮作用，進而調控發炎細胞聚集。它已被證明可抑制嗜酸性粒細胞趨化性和白三烯B4釋放。研究人員Boone等人發表的報告發現使用20毫克的劑量，可抑制異位性皮膚炎患者細胞黏附分子VCAM-1的表達。

## 藥物動力學

### 吸收
片劑或糖漿形式的西替利嗪經口服後可被迅速且廣泛吸收。生物利用度至少為70%，左旋西替利嗪的生物利用度至少為85%。無論配方，西替利嗪約在1.0小時即可達到最大血藥濃度。西替利嗪的藥物代謝動力學在5至60毫克劑量範圍內會隨劑量呈線性增加。服用單一劑量（10毫克）的最大血藥濃度為257奈克/毫升，服用20毫克劑量時為580奈克/毫升。食物對西替利嗪的生物利用度沒影響，但發現會將最大血藥濃度的出現延遲1.7小時（即約2.7小時），且濃度會降低23%。使用左旋西替利嗪也有類似的結果，在用藥同時攝入高脂肪食物，個體的最大血藥濃度會延遲1.25小時出現，濃度降低約36%。西替利嗪於血液中的濃度在3天內達到穩態水平，長期給藥不會出現藥物蓄積。每日服用10毫克西替利嗪一次，十天後的平均最大血藥濃度為311奈克/毫升。

### 分佈
研究發現西替利嗪在血藥濃度在25至1,000奈克/毫升範圍時的平均血漿蛋白結合率為93%至96%，因此與血藥濃度無關。多項研究也提出88%至96%的血漿蛋白結合率。此藥以高親和力與人血清蛋白結合，而α1-酸性糖蛋白和脂蛋白對總血漿蛋白結合的作用則小得多。據報導，左旋西替利嗪的未結合或遊離部分為8%。西替利嗪的真實分佈容積尚未確定，但估計為0.3至0.45升/公斤。西替利嗪會以少量且緩慢方式穿過血腦屏障，而被認為是由於其化學性質及其作為P-糖蛋白基質所具活性的結果。

### 代謝
西替利嗪顯然不會被細胞色素P450系統代謝。因此不會與抑制或誘導此種酶的藥物（例如茶鹼、紅黴素、克拉黴素、西咪替丁或酒類）產生顯著交互作用。使用含碳14的西替利嗪研究發現排出的西替利嗪在2小時內有90%為原形，在10小時內則為80%為原形，在24小時內的原形降至70%，顯示代謝不但有限，而且緩慢。雖然西替利嗪未經歷廣泛的代謝或P450酶的代謝，但它確實會經由其他方式進行某種代謝，代謝途徑包括氧化和生物結合。尚未確定會轉化西替利嗪的確實酵素種類。

### 排除
大約70%至85%的西替利嗪經由尿液排除，有10%至13%經由糞便排除。總體而言，約有60%的西替利嗪由人體主動運輸機制經由尿液以原形排出人體。健康成人體內西替利嗪的生物半衰期為6.5至10小時，各項研究所得的平均值約為8.3小時。在老年人體內的生物半衰期會延長至12小時、肝功能不全者會延長至14小時和腎功能不全者會延長至20小時。西替利嗪在皮膚中的濃度下降速度比在血漿中的下降慢得多。作用持續時間至少為24小時。

## 化學
西替利嗪含有L-和D-立體異構體。從化學角度來看，左旋西替利嗪是具有活性西替利嗪的左旋對映異構。該藥物屬於二苯甲基哌嗪類抗組胺藥。結構類似物有賽克利嗪和羥嗪。

### 合成

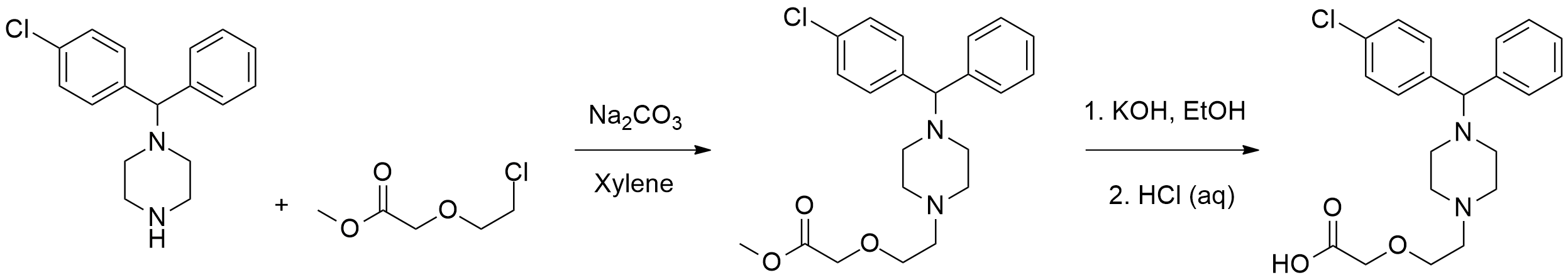
西替利嗪合成過程:

在碳酸鈉和二甲苯溶劑中，1-(4-氯苯基甲基)-哌嗪用(2-氯乙氧基)-乙酸甲酯烷基化，生成Sn2取代產物，產率有28% 。透過與氫氧化鉀在無水乙醇中回流來進行乙酸酯皂化反應，得到產率56%的鉀鹽中間體。再用鹽酸水溶液來水解萃取，得到產率81%的羧酸產物。

## 取得

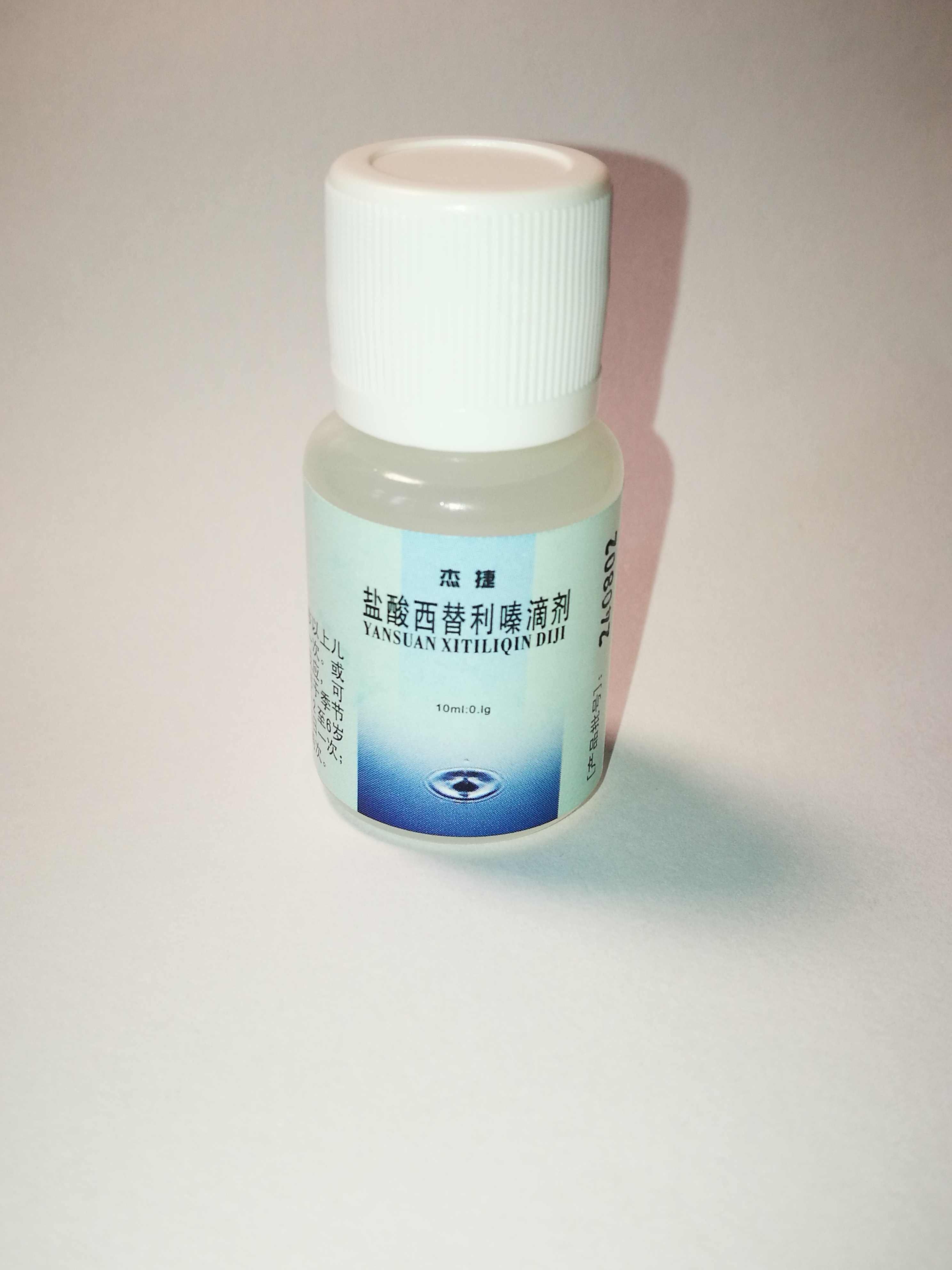
一瓶盐酸西替利嗪滴剂

通常無需處方即可購得西替利嗪。在某些國家，此藥物僅以非處方藥形式販售（包裝中有7或10片10毫克劑量的片劑）。
西替利嗪可與偽麻黃鹼（一種鼻腔充血緩解劑）合併使用。此複方劑通常用西替利嗪的商品名，加上“-D”字尾（例如Zyrtec-D）進行銷售。
西替利嗪的商品名稱眾多，有Alatrol、Alerid、Allacan、Allercet、Alzene、Cerchio、Cetirin、Cetizin、Cetriz、Cetzine、Cezin、Cetgel、Cirrus、Histec、Histazine、Humex、Letizen、Okacet (Ciplaine)、Pirite、 Reactine、Razene、Rigix、Sensahist（南非使用名稱Oethmann）、Triz、Zetop、Zirtec、Zirtek、Zodac、Zyllergy、Zynor、Zyrlek和Zyrtec（嬌生公司產品）等。